# 奥地利联邦铁路1822型电力机车
1822型电力机车是奥地利联邦铁路的电力机车车型之一，並為奧地利第一代交傳機車，僅試製5台，目前已經不再在奧地利聯邦鐵路中使用。

## 歷史沿革
1987年，为了开通慕尼黑—因斯布鲁克—维罗纳的铁路国际联运路线，奥地利联邦运输部指示奥地利联邦铁路尽快开发一种双电流制电力机车，既能够适用于奥地利和德国采用15千伏16⅔赫兹单相交流电的电气化铁路，又能用于3000伏直流电的意大利铁路，並采用當時最先進的交流傳動技術（包含GTO水冷牵引变流器、异步牵引电动机、直接转矩控制）。及後，此等合約由奥地利辛默林-格拉茨-波克尔股份公司（SGP）和瑞士ABB公司联合投得，其中机车机械部分由SGP的格拉茨工厂提供，而电气系统部分由ABB公司提供。及後，5台試製車在1990至1991年間正式下線試運，並一直試運至1993年才獲准正式使用。而在1995年10月至1996年間，五台機車亦正式獲准進入意大利鐵路。
由於本型機車功率偏低，加上技術複雜難以掌握，一直未能完全投入實際應用，而奧地利聯邦鐵路亦因而不再予以量產，更先後封存此等機車。2005年，其中两台1822型电力机车（002、005）被转售予波蘭鐵路，及後再轉讓予德鐵信可鐵路波蘭分公司。2007年9月，在更大功率的西門子ES64U4型電力機車廣泛應用後，奥地利联邦铁路的其余三台机车亦告封存，並於2014年易手予P&P租賃公司，用作開行斯洛文尼亞科佩爾至奧地利維也納的貨運列車。
2014年，隸屬德鐵信可鐵路的兩輛機車正式退役並除籍拆解。

## 技术特点

### 总体布置
1822型電力機車是四軸高速客/貨運電力機車，適用於供電制式為15 kV 16⅔ Hz工頻單相交流電及3000 V直流電的電化鐵路，機車軸式Bo-Bo，持續功率4300千瓦，速度可達140km/h。車體採用模組化設計，設中間貫穿走廊、雙端司機室；車頭採用流線型外形，並以輕量鋼板製成（但車頂為鋁合金）。車頂裝有四台單臂式集電弓（一對交流、一對直流；另有高壓隔離開關、接地裝置等）。
車內設備以分室斜對稱、屏櫃化佈置，由前至後分別為I端司機室、設備I室、主變流室、設備II室、II端司機室。司機室內設有支援單司機值乘的操縱台，而控制介面設計參考Re460型電力機車。主變流室內設有主變流櫃、主冷卻櫃。設備室內設有控制電源櫃、空氣制動櫃、輔助變流櫃、牽引通風櫃、列車供電櫃等設備。臥式牽引變壓器安裝於車底中部。

### 电气系统
1822型電力機車是交—直—交流電傳動的單相工頻交流電力機車，每台機車配置2台由西門子公司製造的卧式變壓器，以及2台由ABB製造的水冷GTO-VVVF，分別為兩台轉向架上的牽引電動機供電；每台變流器內包括網側四象限整流器、中間直流環節、電機側PWM逆變器，每兩台牽引電機由一台逆變器獨立供電。接觸網導線上的15千伏單相工頻交流電，經集電弓進入機車後經過主斷路器再進入主變壓器，交流電經過主變壓器的牽引繞組後分別向兩組變流器供電，先進入四象限脈衝整流器並整流為直流電，然後經過電壓為1750V的中間直流迴路，再由PWM逆變器轉換成三相交流電輸出，向同一轉向架上的兩台ABB製三相誘導電機（功率為1075千瓦/台）供電，使牽引電動機產生轉矩，將電能轉變為機械能，經過齒輪的傳遞驅動輪對（而齒輪比為91/22）；而採用直流電時則不經變壓器，直接輸入直流迴路。值得一提的是，由於1822型機車多數走行機器是Re460型電力機車的衍生型，故此其磁勵音與原裝Re460相似。

### 控制系統
控制台介面設計大致參考Re460型電力機車，並採用MICAS-S2型微機控制介面。訊號系統方面，機車本身已備有奧地利及德國適用的訊號系統，並於1998-99年間加裝意大利適用的SASIB型訊號系統。